# Battaglione alpini "Tirano"
Il Battaglione alpini Tirano era un reparto alpino dell'Esercito Italiano con sede a Malles (Bolzano).

## Simbolo

### Scudo
partito: nel 1º partito d'argento e di rosso al castello al naturale, turrito di tre pezzi, aperto e finestrato del campo, sormontato da un'aquila di nero, rostrata e coronata d'oro, linguata di rosso (Tirano); nel 2º d'azzurro, al monte all'italiana di tre cime d'argento uscente dalla punta. Il tutto abbassato ad un capo d'oro col quartier franco partito: a) d'azzurro al tridente d'Ucraina d'oro; b) fasciato d'azzurro e d'argento (3, 2). 

### Ornamenti esteriori
- lista bifida: d'oro, svolazzante, collocata sotto la punta dello scudo, incurvata con la concavità rivolta verso l'alto, riportante il motto: "MAI TARDI!"
- onorificenza: accollata alla punta dello scudo con l'insegna pendente al centro del nastro con i colori della stessa
- nastri rappresentativi delle ricompense al Valore: annodati nella parte centrale non visibile della corona turrita, scendenti svolazzanti in sbarra ed in banda dal punto predetto, passando dietro la parte superiore dello scudo

## Storia
Formato a Milano nel 1887, inquadra tre compagnie, la 46a, 48a e la 49a e inquadrato nel 5º Reggimento alpini una parte del battaglione partecipa alla guerra d'Eritrea inquadrato nel battaglione Alpini d'Africa al comando del maggiore Domenico Cicconi e successivamente al comando del capitano Davide Menini, combattono la battaglia di Adua del 1º marzo 1896

### 1915-18
Durante la prima guerra mondiale, partecipa alla battaglia dell'Ortigara, alla fine delle ostilità si sposta a Tirano nella caserma "Luigi Torelli", da dove viene trasferito a Milano alla caserma "Luigi Mainoni".

### 1940-45
Inquadrato nella divisione alpina Tridentina, nel 1940 è al comando del maggiore Gaetano Loffredo, e partecipa alla campagna sul fronte occidentale. Con la dichiarazione di guerra alla Grecia, viene inviato in territorio greco il 10 novembre 1940 e ha il battesimo del fuoco il 17 novembre nella zona di Val Kamecine. A fine 1941 rientra in Italia e nell'agosto dello stesso anno si trova in Russia a Nowo Gorlowka, impegnata nella Campagna italiana di Russia.
In territorio russo si trova al comando del battaglione il maggiore Gaetano Volpatti, al quale si susseguono il capitano Franco Briolini, il maggiore Gerardo Zaccardo e Franco Maccagno.
Il battaglione in quel momento è composto dalla:
- compagnia comando - Tenente Giovanni Alessandria
- 46a - capitano Giuseppe Grandi e successivamente tenente Arturo Vita
- 48a - capitano Vittorio Brivio e successivamente tenente Giovanni Piatti
- 49a - capitano Franco Briolini
- 109ª compagnia armi accompagnamento - capitano Gaetano Giamminola e successivamente capitano Luigi Bonomi.
- Don Virgilio Crosara - Cappellano militare

Il 15 gennaio 1943, inizia la ritirata dal fronte russo, assieme alla 28ª batteria del Gruppo Artiglieria da Montagna "Val Camonica", supera le sacche di Skororyb, Postojalyj, Šeljakino, Warwarowka. Il 25 gennaio raggiunge Nikitovka. Il giorno successivo a Arnautovo sostiene un combattimento nel quale viene decimato. Alla fine della battaglia restano alcune centinaia di alpini, i quali sono impiegati in appoggio nella battaglia di Nikolaevka ai battaglioni Vestone e Edolo. I superstiti rientrano in Italia nel marzo del 1943.
Al momento dell'8 settembre il battaglione è a Rio di Pusteria dove viene sciolto. Tra gli alpini ci fu chi continuò la lotta tra le file della resistenza, tra cui Nuto Revelli, e chi venne deportato come il maggiore Gerardo Zaccardo.
Il cappellano militare durante la ritirata, riceve dalle mani di una donna russa l'icona raffigurante la Madonna la quale è venerata attualmente dagli alpini come la Madonna del Don.
Nuto Revelli raccontò la campagna di Russia del Tirano nei suoi libri Mai tardi. Diario di un alpino in Russia e La guerra dei poveri.
Eugenio Corti nel suo romanzo Il cavallo rosso racconta l'esperienza della ritirata vissuta attraverso il personaggio "Luca" al seguito del battaglione Tirano. Nel racconto sono presenti molte delle medaglie d'oro del battaglione e il cappellano militare, oltre al generale Luigi Reverberi.

### Dopoguerra
Al comando del tenente colonnello Aldo Rasero il 10 settembre 1953 il battaglione viene ricostituito con sede Malles e inquadrato nella Brigata alpina "Orobica".
Il 1º ottobre 1975 il 5º reggimento alpini viene sciolto e il battaglione diventa autonomo, passando alle dirette dipendenze della brigata.
Il 27 marzo 1991 viene sciolto e la bandiera deposta al Sacrario delle bandiere presso il Vittoriano

## Onorificenze

### Alla bandiera
Data conferimento:9 giugno 1948

### Decorati
- Nicolò Madalena, maggiore
- Giuseppe Grandi, capitano
- Lorenzo Nicola, tenente
- Franco Briolini[5], tenente
- Giuseppe Perego[6], tenente
- Giovanni Piatti[7], tenente
- Giuliano Slataper[8], sottotenente
- Giovanni Soncelli, sottotenente
- Renato Assante, alpino

## Persone legate al battaglione
- Arnaldo Berni
- Giovanni Annoni
- Gabriele Parolari
- Giuseppe Grandi
- Aldo Rasero